# ستيج سيدربيرغ
ستيج سيدربيرغ (بالسويدية: Stig Cederberg)‏ (11 ديسمبر 1913 – 25 سبتمبر 1980) هو ملاكم سويدي راحل، مثّل بلاده في الألعاب الأولمبية الصيفية 1936.

## روابط خارجية
ستيج سيدربيرغ على موقع أوليمبيديا (الإنجليزية)
- ستيج سيدربيرغ على موقع اللجنة الأولمبية السويدية (السويدية)